# John Anderson (skådespelare)
John Anderson, född 20 oktober 1922 i Clayton, Illinois, död 7 augusti 1992 i Sherman Oaks, Kalifornien, var en amerikansk skådespelare. Han var bland annat med i Lilla huset på prärien, Dallas, MacGyver och Nord och Syd.